# Boissières, Gard
Boissières är en kommun i departementet Gard i regionen Occitanien i södra Frankrike. Kommunen ligger i kantonen Sommières som tillhör arrondissementet Nîmes. År 2022 hade Boissières 595 invånare.

## Befolkningsutveckling
Antalet invånare i kommunen Boissières
Referens:INSEE